# Ippolita Sforza
Ippolita Sforza (Pavia, 26 gennaio 1493 – 1501) era la figlia primogenita del duca di Milano Gian Galeazzo Maria Sforza e di Isabella d'Aragona, prematuramente morta all'età di otto anni.

## Biografia

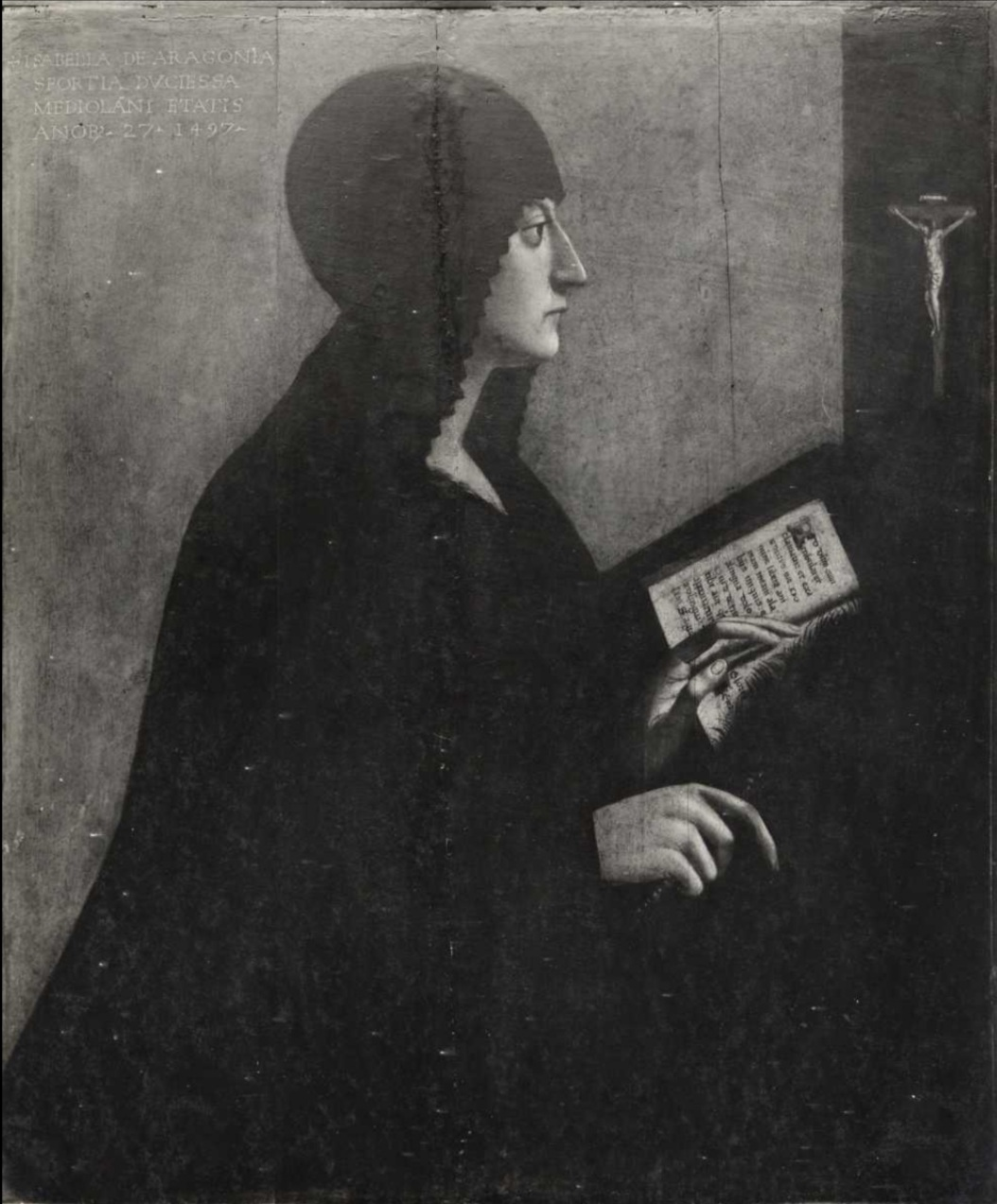
Isabella d'Aragona, madre di Ippolita

Ippolita appartenne a una delle famiglie più importanti del Rinascimento italiano, gli Sforza. Figlia primogenita del duca di Milano Gian Galeazzo Maria Sforza (1469-1494), nacque nel 1493 dal matrimonio del duca con Isabella d'Aragona (1470-1514), figlia del re Alfonso II di Napoli. Prese il nome dalla più nota nonna materna Ippolita Maria Sforza, duchessa di Calabria, e figlia di Francesco I Sforza e Bianca Maria Visconti.
Poiché Ludovico il Moro, zio dei suoi genitori, aveva esautorato il nipote Gian Galeazzo di ogni potere, fino a divenire ufficialmente duca di Milano nel 1494, Ippolita abitò nei primi anni nel castello di Pavia, dove i suoi genitori avevano creato una corte separata da quella milanese. Rimasta orfana di padre in tenera età, venne portata a Milano dalla madre, assieme a suo fratello Francesco Maria e alla sorella Bona.
 

Dopo la fuga di Ludovico il Moro nel 1499, quando Luigi XII arrivò a Pavia, Isabella gli andò incontro proponendogli ingenuamente suo figlio Francesco come duca di Milano. Luigi XII, dicendo di volerlo dare in sposa alla propria figlia, lo mandò in Francia, dove lo fece rinchiudere in un'abbazia. La perdita del figlio e la notizia dell'imminente ritorno del Moro col proprio esercito, convinsero Isabella a tornare, dopo 11 anni di assenza, a Napoli. Durante il viaggio, a Ischia, morì nel 1501 la piccola Ippolita, che aveva solamente otto anni. A Isabella rimase la consolazione dell'unica figlia superstite Bona.

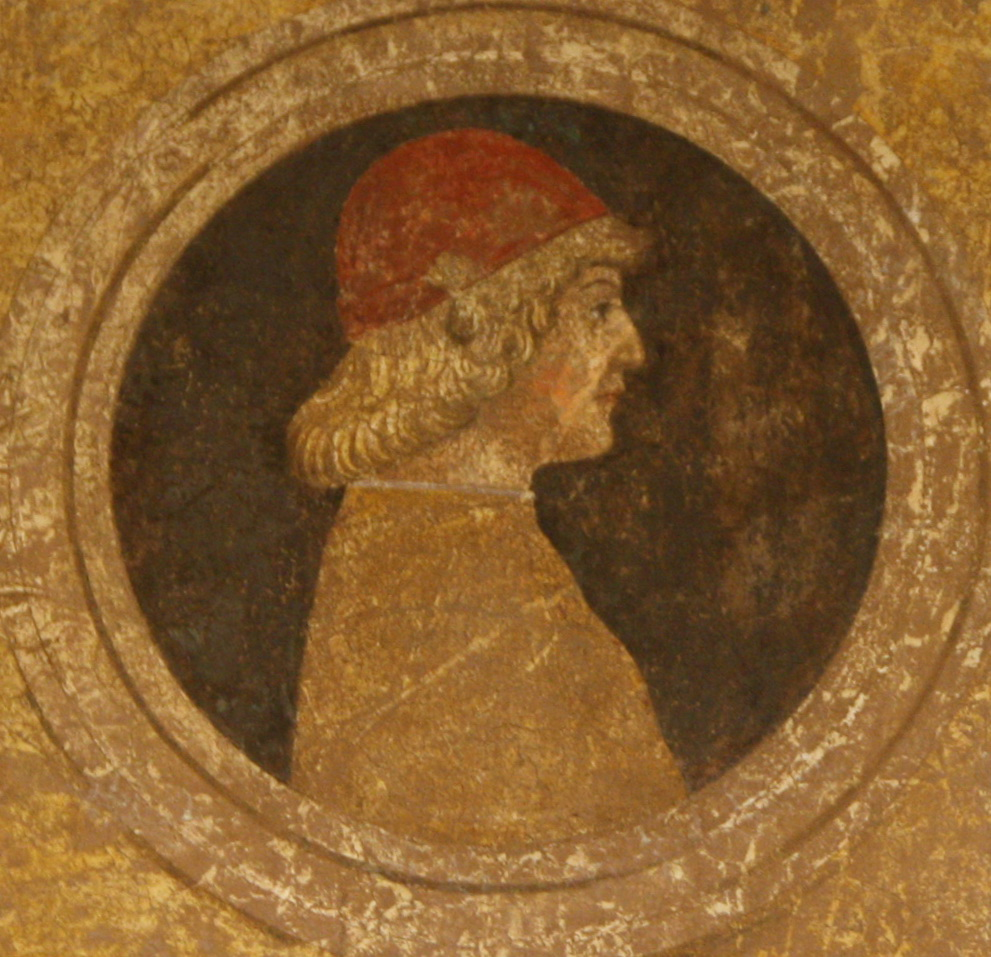
Gian Galeazzo Sforza, padre di Ippolita

Si ritiene che i suoi resti siano conservati a Napoli nella sagrestia della Chiesa di San Domenico Maggiore. Fu vittima dell'elevatissimo tasso di mortalità infantile dell'epoca, di cui tutte le famiglie nobiliari dovevano tenere conto.

## Ascendenza
|                            |                        |                         | Genitori                  |  |  | Nonni |  |  | Bisnonni         |  |  | Trisnonni              |  |
|                            |                        |                         |                           |  |  |       |  |  | Francesco Sforza |  |  | Muzio Attendolo Sforza |  |
|                            |                        |                         |                           |  |  |       |  |  | Francesco Sforza |  |  | Muzio Attendolo Sforza |  |
|                            |                        | Lucia Terzani           |                           |  |  |       |  |  | Francesco Sforza |  |  |                        |  |
| Galeazzo Maria Sforza      |                        |                         |                           |  |  |       |  |  | Francesco Sforza |  |  |                        |  |
|                            |                        | Bianca Maria Visconti   | Filippo Maria Visconti    |  |  |       |  |  |                  |  |  |                        |  |
|                            |                        | Bianca Maria Visconti   | Filippo Maria Visconti    |  |  |       |  |  |                  |  |  |                        |  |
|                            |                        | Bianca Maria Visconti   | Agnese del Maino          |  |  |       |  |  |                  |  |  |                        |  |
| Gian Galeazzo Maria Sforza |                        | Bianca Maria Visconti   |                           |  |  |       |  |  |                  |  |  |                        |  |
|                            |                        | Ludovico di Savoia      | Antipapa Felice V         |  |  |       |  |  |                  |  |  |                        |  |
|                            |                        | Ludovico di Savoia      | Antipapa Felice V         |  |  |       |  |  |                  |  |  |                        |  |
|                            |                        | Ludovico di Savoia      | Maria di Borgogna         |  |  |       |  |  |                  |  |  |                        |  |
| Bona di Savoia             |                        | Ludovico di Savoia      |                           |  |  |       |  |  |                  |  |  |                        |  |
|                            |                        | Anna di Cipro           | Giano di Lusignano        |  |  |       |  |  |                  |  |  |                        |  |
|                            |                        | Anna di Cipro           | Giano di Lusignano        |  |  |       |  |  |                  |  |  |                        |  |
|                            |                        | Anna di Cipro           | Carlotta di Borbone       |  |  |       |  |  |                  |  |  |                        |  |
| Ippolita Sforza            |                        | Anna di Cipro           |                           |  |  |       |  |  |                  |  |  |                        |  |
|                            | Ferdinando I d'Aragona | Alfonso V d'Aragona     |                           |  |  |       |  |  |                  |  |  |                        |  |
|                            | Ferdinando I d'Aragona | Alfonso V d'Aragona     |                           |  |  |       |  |  |                  |  |  |                        |  |
|                            | Ferdinando I d'Aragona | Gueraldona Carlino      |                           |  |  |       |  |  |                  |  |  |                        |  |
| Alfonso II d'Aragona       | Ferdinando I d'Aragona |                         |                           |  |  |       |  |  |                  |  |  |                        |  |
|                            |                        | Isabella di Chiaromonte | Tristano di Chiaromonte   |  |  |       |  |  |                  |  |  |                        |  |
|                            |                        | Isabella di Chiaromonte | Tristano di Chiaromonte   |  |  |       |  |  |                  |  |  |                        |  |
|                            |                        | Isabella di Chiaromonte | Caterina Orsini del Balzo |  |  |       |  |  |                  |  |  |                        |  |
| Isabella d'Aragona         |                        | Isabella di Chiaromonte |                           |  |  |       |  |  |                  |  |  |                        |  |
|                            |                        | Francesco Sforza        | Muzio Attendolo Sforza    |  |  |       |  |  |                  |  |  |                        |  |
|                            |                        | Francesco Sforza        | Muzio Attendolo Sforza    |  |  |       |  |  |                  |  |  |                        |  |
|                            |                        | Francesco Sforza        | Lucia Terzani             |  |  |       |  |  |                  |  |  |                        |  |
| Ippolita Maria Sforza      |                        | Francesco Sforza        |                           |  |  |       |  |  |                  |  |  |                        |  |
|                            |                        | Bianca Maria Visconti   | Filippo Maria Visconti    |  |  |       |  |  |                  |  |  |                        |  |
|                            |                        | Bianca Maria Visconti   | Filippo Maria Visconti    |  |  |       |  |  |                  |  |  |                        |  |
|                            |                        | Bianca Maria Visconti   | Agnese del Maino          |  |  |       |  |  |                  |  |  |                        |  |
|                            |                        | Bianca Maria Visconti   |                           |  |  |       |  |  |                  |  |  |                        |  |